# Pelosia japonica
Pelosia japonica là một loài bướm đêm thuộc phân họ Arctiinae, họ Erebidae.